# مهرانكيز قادين
مهرانكيز قادین هي زوجة السلطان العثماني محمد الخامس العثماني. وُلدت في 15 أكتوبر 1869 في آدابازاري، وتوفيت في 12 ديسمبر 1938 في الإسكندرية.

## الأبناء
- شاهزاده عمر حلمي